# Polinomio de Jones
En el campo matemático de la teoría de nudos, el polinomio de Jones es un  polinomio de nudo descubierto por Vaughan Jones en 1984. Específicamente, es una invariante de nudo orientado o de enlace, que asigna a cada uno de ellos, un polinomio de Laurent en la variable {\displaystyle t^{1/2}} con coeficientes enteros.

## Definición por corchete

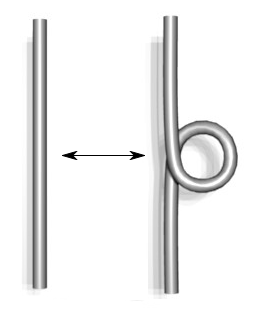
Movimiento de Reidemeister tipo I.

Supongamos que tenemos un enlace orientado {\displaystyle L}, dado como un diagrama de nudo. Vamos a definir el polinomio de Jones, {\displaystyle V(L)}, usando el polinomio de corchete de Kauffman, que denotamos por {\displaystyle \langle ~\rangle }. Tenga en cuenta, que aquí el polinomio de corchete, es un polinomio de Laurent en la variable {\displaystyle A} con coeficientes enteros.
En primer lugar, definimos el polinomio auxiliar (también conocido como el corchete polinomial normalizado)
{\displaystyle X(L)=(-A^{3})^{-w(L)}\langle L\rangle },
donde {\displaystyle w(L)} denota la torcedura de {\displaystyle L} en su esquema determinado. La torcedura de un diagrama, es el número de cruces positivos ({\displaystyle L_{+}} en la siguiente figura) menos el número de cruces negativos ({\displaystyle L_{-}}). La torcedura no es una invariante de nudo.
{\displaystyle X(L)} es un nudo invariante ya que es invariante bajo cambios del diagrama de {\displaystyle L} por los tres Movimientos de Reidemeister. La invariancia bajo movimientos de Reidemeister tipo II y III, se sigue de la invarianza del corchete bajo esos movimientos. El polinomio de corchete, se sabe que cambia por multiplicación por {\displaystyle -A^{\pm 3}} en movimiento de Reidemeister tipo I. La definición del polinomio {\displaystyle X} anterior, está diseñado para anular este cambio, pues la torcedura cambia adecuadamente por +1 o -1 ante movimientos tipo I.
Ahora haga la sustitución {\displaystyle A=t^{-1/4}} en {\displaystyle X(L)} para obtener el polinomio de Jones {\displaystyle V(L)}. Esto resulta en un polinomio de Laurent con coeficientes enteros en la variable {\displaystyle t^{1/2}}.

## Definición por representación de trenza
La formulación original del  polinomio de Jones, viene del estudio de álgebras de operador. En el enfoque de Jones, resultó de una especie de "seguimiento", de una representación particular de la trenza en un álgebra que originalmente surgió mientras estudiaba ciertos modelos, por ejemplo, el modelo de Potts, en mecánica estadística.
Sea dado un enlace L. Un teorema de Alexander afirma que es el cierre de traza de una trenza, digamos con n líneas. Ahora defina una representación {\displaystyle \rho } del grupo de trenza en n filamentos, Bn, en el álgebra de Temperley–Lieb TLn con coeficientes en {\displaystyle \mathbb {Z} [A,A^{-1}]} y {\displaystyle \delta =-A^{2}-A^{-2}}. El generador estándar de trenza {\displaystyle \sigma _{i}}, es enviado a {\displaystyle A\cdot e_{i}+A^{-1}\cdot 1}, donde {\displaystyle 1,e_{1},\dots ,e_{n-1}} son los generadores estándar del álgebra Temperley–Lieb. Se puede verificar fácilmente que define una representación.
Tome la trenza {\displaystyle \sigma } obtenida anteriormente de L y calcule {\displaystyle \delta ^{n-1}tr\rho (\sigma )}, donde tr es la traza de Markov. Esto da {\displaystyle \langle L\rangle }, donde  {\displaystyle \langle } {\displaystyle \rangle }  es el polinomio de corchete. Esto puede verse considerando, como Kauffman, el álgebra de Temperley–Lieb como un álgebra de diagrama particular.
Una ventaja de este enfoque, es que uno puede escoger representaciones similares en otras álgebras, tales como las representaciones de matriz R, llevando a "invariantes de Jones generalizados".

## Propiedades
El polinomio de Jones se caracteriza por el hecho de que toma el valor 1 en cualquier diagrama trivial y satisface la siguiente relación de madeja:
{\displaystyle (t^{1/2}-t^{-1/2})V(L_{0})=t^{-1}V(L_{+})-tV(L_{-})\,}
donde {\displaystyle L_{+}}, {\displaystyle L_{-}}, y {\displaystyle L_{0}} son tres diagramas de enlace orientado, que son idénticos, excepto en una pequeña región donde se diferencian por los cambios de cruce o suavizado, que se muestran en la figura siguiente:
La definición del polinomio de Jones por corchete, hace que sea sencillo demostrar que para un nudo {\displaystyle K}, el polinomio de Jones de su imagen especular, está dado por la sustitución de {\displaystyle t^{-1}} para {\displaystyle t} en {\displaystyle V(K)}. Así, un nudo aquiral —un nudo equivalente a su imagen especular—, tiene entradas palíndromas en su polinomio de Jones. Ver el artículo sobre la relación de madeja, para obtener un ejemplo de cálculo con estas relaciones.

## Enlace con la teoría de Chern-Simons
Como fue mostrado por primera vez por Edward Witten, el polinomio de Jones de un nudo dado γ, puede obtenerse considerando la teoría de Chern-Simons en la esfera de tres, con indicador de grupo SU(2), y calcular el valor esperado del vacío de un lazo de Wilson WF(γ), asociado a γ y a la representación fundamental F de SU(2).

## Problemas abiertos
¿Existe algún nudo no trivial con polinomio de Jones igual para aquel no-nudo? Se sabe que existen  enlaces no triviales con igual polinomio de Jones, respecto a los de no-enlace correspondiente, por el trabajo de Morwen Thistlethwaite.